# Rangel Waltschanow

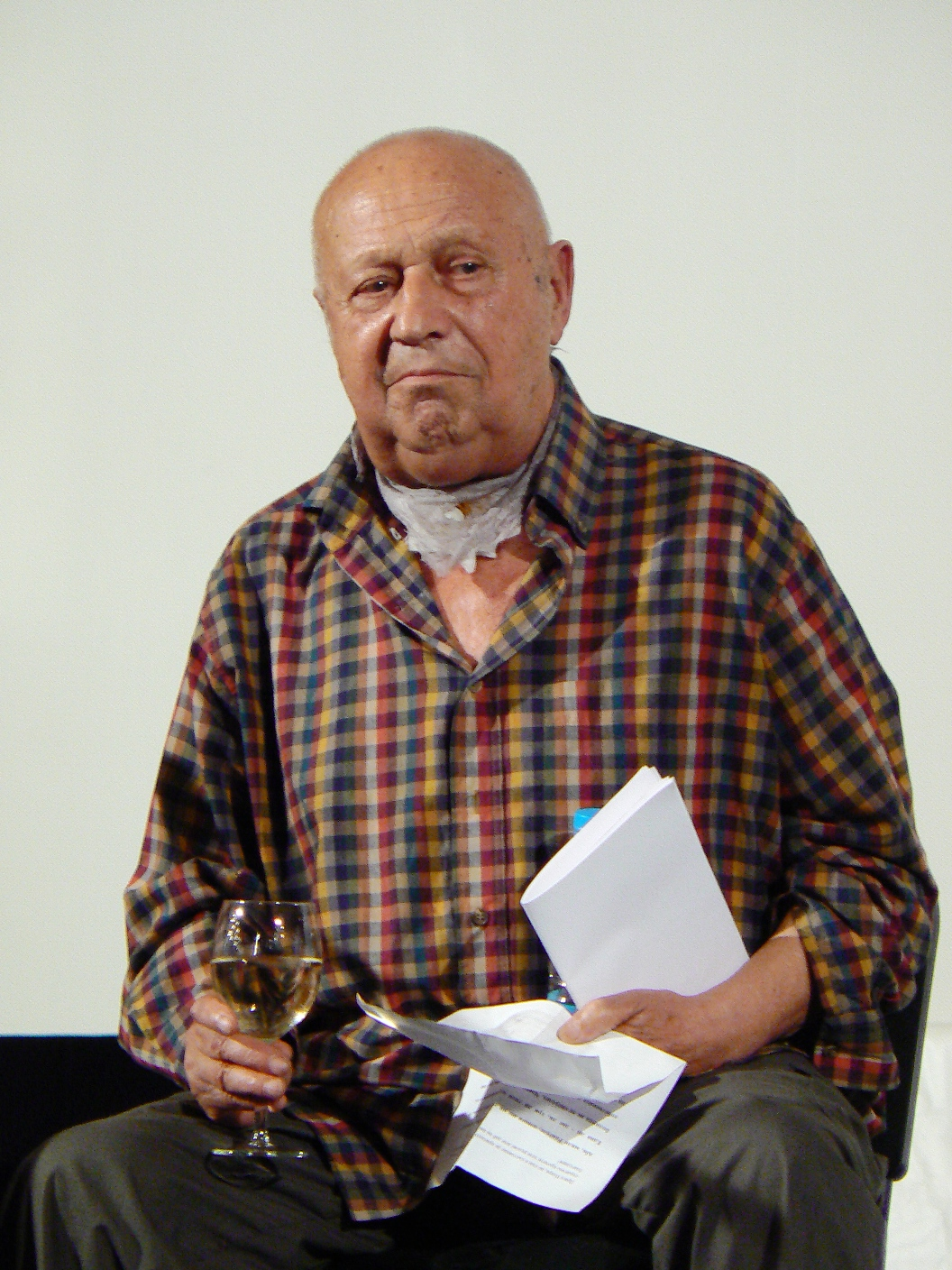
Rangel Waltschanow, 2012

Rangel Petrow Waltschanow (bulgarisch Рангел Петров Вълчанов; * 12. Oktober 1928 in Kriwina; † 30. September 2013 Sofia) war ein bulgarischer Filmregisseur und -schauspieler.

## Leben
Waltschanow studierte an der Theaterhochschule Sofia. 1966 wurde seine Tochter Ani Waltschanowa geboren, die ebenfalls Schauspielerin wurde. Er wirkte an einer großen Zahl bulgarischer Filme als Regisseur, Drehbuchautor und Schauspieler mit und war Mitglied des Europäischen Filmakademie. Er verstarb im Jahr 2013 im Alter von 84 Jahren an Krebs.

## Auszeichnungen
Waltschanow wirkte als Regieassistent an der deutsch-bulgarischen Koproduktion Sterne mit, die bei den Internationalen Filmfestspielen von Cannes 1959 mit einem Sonderpreis der Jury ausgezeichnet wurde. Die Besetzung der weiblichen Hauptrolle mit Sascha Kruscharska, seiner damaligen Ehefrau, geht auf seinen Vorschlag zurück.
Waltschanows Filme gewannen mehrere internationale Filmpreise. 1962 gewann Sonne und Schatten einen Preis auf dem Internationalen Filmfestival von Karlsbad und für die Beste Regie eine Goldene Rose. Weitere Goldene Rosen für die Beste Regie erhielt er 1964 für Fahndung bei Nacht, Der Untersuchungsrichter und der Wald (1976) und die Ballade von den schwarzen Lackschuhen (1980). 1988 erhielt A sega nakade? den Sonderpreis der Jury der Goldenen Rose. Als bester Dokumentarfilm wurde 1998 Pateshestvie mezhdu dva filma auf dem Golden Rhyton Bulgarian Documentary and Animation Film Festival ausgezeichnet. A dnes nakade gewann 2007 einen Preis auf dem bulgarischen Love is Folly International Film Festival.
Außerdem waren seine Filme mehrfach für weitere Auszeichnungen nominiert. So war 1960 sein Film Erste Prüfung für eine Goldene Palme und 1976 der Film Der Untersuchungsrichter und der Wald für einen Goldenen Bären nominiert. Eine weitere Nominierung hatte die Ballade von den schwarzen Lackschuhen 1979 auf dem Chicago International Film Festival. 1987 war der Film Traumfahrt auf dem Internationalen Filmfestival Moskau nominiert.

## Filmografie
- Trevoga, 1951 (deutsch: Trevoga, 1952) (Schauspieler)
- Utro nad Rodinata, 1951 (deutsch: Morgen über der Heimat, 1952) (Schauspieler)
- Pesen za choveka, 1954 (deutsch: Lied vom Menschen, 1955) (Schauspieler)
- Dimitrowgradzi, 1956 (deutsch: Dimitrowgradzi, 1956) (Schauspieler)
- Ekipazhat na Nadezhda, 1956 (deutsch: Kreuzer Nadeschda, 1957) (Schauspieler, Regieassistent)
- Tochka parva, 1956 (deutsch: Die ganze Stadt sucht Vera, 1957) (Schauspieler)
- Dve pobedi, 1956 (deutsch: Liebe, Auto und Musik, 1958) (Schauspieler, Regieassistent)
- Na malkiya ostrov, 1958 (deutsch: Auf der kleinen Insel, 1958) (Regisseur)
- Sterne, 1959 (Regieassistent)
- Parvi urok, 1960 (deutsch: Erste Prüfung, 1962) (Regisseur)
- Slantzeto i syankata, 1962 (deutsch: Sonne und Schatten, 1963) (Regisseur, Schauspieler)
- Inspektorat i noshtta, 1963 (deutsch: Fahndung bei Nacht, 1965) (Regisseur)
- Tarsi se spomen, Kurzfilm, 1963 (Regisseur, Schauspieler)
- Neveroyatna istoriya, 1964 (Schauspieler)
- Valchitsata, 1965 (deutsch: Die Wölfin, 1965)(Regisseur, Drehbuchautor)
- Dzhesi Dzeyms sreshtu Lokum Shekerov, 1966 (Regisseur, Schauspieler, Drehbuchautor)
- Esperantsa, Kurzfilm, 1967 (Drehbuchautor)
- Pateshestvie mezhdu dva bryaga, Dokumentarfilm, 1967 (Regisseur, Drehbuchautor)
- Ezop, 1970 (Regisseur, Schauspieler)
- Tvár pod maskou, 1970 (deutsch: Gesicht unter der Maske, 1970) (Regisseur, Drehbuchautor)
- Sance, 1971 (deutsch: Die Chance, 1971) (Regisseur, Drehbuchautor)
- Byagstvo v Ropotamo, Musical, 1973 (Regisseur, Drehbuchautor)
- Yubiley 25, Dokumentarfilm, 1973 (Regisseur)
- Tvorcheski portret na Konstantin Kotsev, Fernseh-Dokumentation, 1973 (Regisseur)
- Lyubomir Pipkov, Dokumentarfilm, 1973 (Regisseur)
- Gabrovo se smee, Dokumentarfilm, 1973 (Regisseur)
- Bulgarski ritmi, Kurzfilm, 1973 (Regisseur)
- Tvorcheski protret na Lyubomir Pipkov, Fernsehfilm, 1974 (Regisseur)
- Sledovatelyat i gorata, 1975 (deutsch: Der Untersuchungsrichter und der Wald, 1975) (Regisseur, Drehbuchautor)
- S lyubov i nezhnost, 1978 (Regisseur)
- Lachenite obuvki na neznayniya voin, 1979 (deutsch: Ballade von den schwarzen Lackschuhen, 1982) (Regisseur, Drehbuchautor)
- Mechtatel, Dokumentarfilm, 1982 (Regisseur)
- Posledni zhelaniya, 1983 (Regisseur)
- Indiya zavinagi, Dokumentarfilm, 1983 (Regisseur)
- Indiya, moya lyubov, Dokumentarfilm, 1983 (Regisseur)
- Gena Dimitrova, Dokumentarfilm, 1984 (Regisseur)
- Za kude putuvate, Dokumentarfilm, 1986 (deutsch: Traumfahrt, 1987) (Regisseur, Drehbuchautor)
- Spomeni ot badeshteto, Kurzfilm, 1987 (Regisseur)
- A sega nakade?, 1988 (Regisseur, Drehbuchautor)
- Razvodi, razvodi..., 1989 (Regisseur, Drehbuchautor)
- Ekzitus, 1989 (Berater)
- Nemirnata ptitza lyubov, 1990 (Regisseur, Schauspieler, Drehbuchautor)
- Karnavalat, 1990 (Schauspieler)
- Fatalna nezhnost, 1993 (deutsch: Fatale Zärtlichkeit, 1993) (Regisseur, Drehbuchautor)
- Neshto vav vazduha, 1993 (Schauspieler)
- Racket, Fernsehserie, ab 1997 (Schauspieler)
- Pateshestvie mezhdu dva filma, 1998
- Rapsodiya v byalo, 2002 (deutsch, 2003) (Schauspieler)
- Otkradnati ochi, 2005 (Schauspieler)
- A dnes nakade, 2007 (Regisseur, Schauspieler, Drehbuchautor)
- Raci, 2009 (deutsch: Raci, 2010) (Schauspieler)